# Hrast pri Jugorju
Hrast pri Jugorju – wieś w Słowenii, w gminie Metlika. W 2018 roku liczyła 119 mieszkańców.